# Tocro dorsifosc
El tocro dorsifosc
 (Odontophorus melanonotus) és una espècie d'ocell de la família dels odontofòrids (Odontophoridae) que habita la selva humida dels Andes del sud-oest de Colòmbia i nord-oest de l'Equador.